# ケブカヒメヨコバサミ
ケブカヒメヨコバサミ（毛深姫横鉗、学名: Paguristes ortmanni）は、十脚目ヤドカリ科に分類されるヤドカリの一種。北海道-九州と朝鮮半島南部の沿岸浅海に生息するヤドカリで、体表を覆う毛と眼柄の赤白の縦縞が特徴である。嘗てはニュージーランドをタイプ産地とする P. barbatus (Heller, 1862) とされていたが、日本近海産が別種に分けられた。

## 形態
成体は甲長10mmほどだが、大型個体は甲長25mmに達する。日本産ヤドカリ類の中では小型だが、海岸の波打ち際付近で見られるヤドカリとしては大型である。第一胸脚の鉗脚は左右とも同じ大きさで、左右方向に開く。第二・第三歩脚は指節が前節より長い。頭胸甲・胸脚・尾節には長短の毛が密生し毛深い。この毛は両側に多数枝分かれして鳥の羽毛状だが、枝分かれしない直毛もある。第二触角（長い方の触角）は甲長より短く、これも羽毛状である。
生体の体色は、眼柄が濃赤紫色と白が4本ずつの縦縞模様、第一・第二触角が赤紫色、体は淡褐色、鉗脚と歩脚は赤褐色、鉗脚の先端部は黒、体表を覆う毛は褐色である。海岸生ヤドカリ類の中では体色が赤褐色であることと眼柄の縦縞模様で他種と区別できる。また眼柄の縦縞模様が多いことで同属他種とも区別できる。
Paguristes 属に共通する和名「ヒメヨコバサミ」 は、鉗脚が左右方向に開くことと小型種が多いことに由来する。その中でも本種は体表に毛が密生し毛深いため標準和名に「ケブカ」が付けられた。学名の種小名"ortmanni"は、インド太平洋産の甲殻類を研究したドイツの動物学者アーノルト・エドゥアルト・オルトマンに対する献名である。ホロタイプは東京・国立科学博物館に保存されている。

## 生態
北海道の日本海側から本州、四国、九州、朝鮮半島南部沿岸に分布する。
生息範囲は幅広く、海岸の潮間帯下部から水深210mまで生息する。日本産ヒメヨコバサミ属は浅海に多くの種類が知られるが、海岸の波打ち際付近まで生息しているのは本種くらいである。海岸では岩礁海岸の潮が引いた波打ち際付近か海中で見ることができ、外洋・内湾どちらでも見られるが、砂浜では殆ど見られない。同所的に棲むヤドカリ類はイソヨコバサミ、ホンヤドカリ、ケアシホンヤドカリ、ユビナガホンヤドカリ、ヨモギホンヤドカリ等だが、本種は殆ど歩き回らず、転石や海藻等の物陰でじっとしているものが多い。寄居する貝殻はスガイ、コシダカガンガラ、イソニナ、レイシガイ、ナガニシ、マガキガイ等、2-5cm程度の様々な巻貝を利用する。

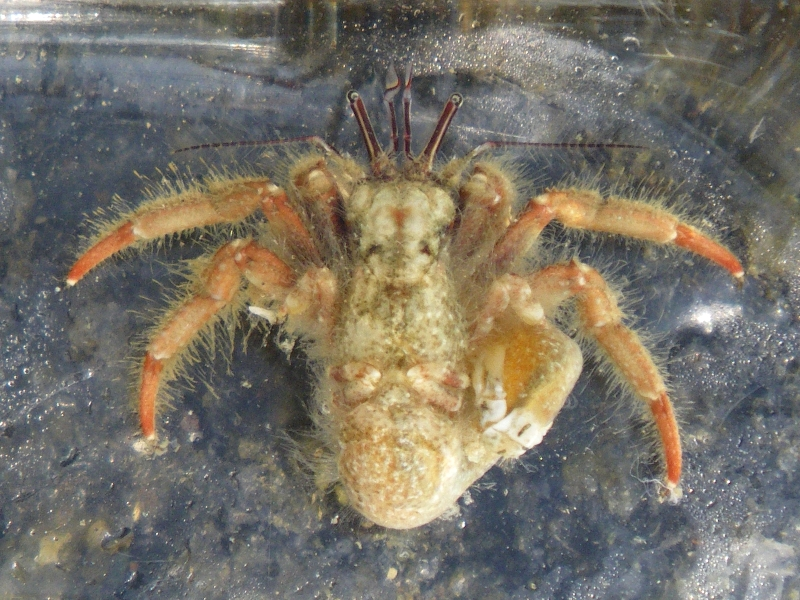
貝殻から抜け出た個体。頭胸甲と歩脚は毛深いこと、第二触角が短くて羽毛状であること、眼柄が赤白の縦縞模様になることが特徴である

日本沿岸における抱卵期は7月-9月である。